# علی ممبینی
علی ممبینی (ایذه ،زاده ۲۲ نوامبر ۱۹۸۱) یک بازیکن فوتبال اهل ایران خوزستان ایذه است.
این بازیکن سابق فجر سپاسی شیراز نیز میباشد